# Gorodskoje poselenieje
De gorodskoje poselenieje (Russisch: Городское поселение, Gorodskoje poselenieje; stedelijke nederzetting) is sinds de bestuurlijke hervormingen van 2006 een gemeentelijke vorm in Rusland. Hiertoe behoren zowel de steden als nederzettingen met stedelijk karakter, terwijl de selos, dorpen (derevni) en andere kleine plaatsen behoren tot de selskoje poselenieje (Сельское поселение), die een jaar eerder werd ingesteld. Onder gorodskoje poselenieje kunnen echter wel kleinere plaatsen vallen, wanneer deze niet onder een selskoje poselenieje vallen.
Per 1 januari 2017 telde de Russische Federatie 1589 stedelijke nederzettingen en 18.101 landelijke nederzettingen.